# قياسة محبوكة
القياسة المحبوكة (الاسم العلمي:Plusia contexta) (بالإنجليزية: connected looper)‏ هي نوع من الحشرات تتبع جنس القياسة من فصيلة الليليات.